# HD152253
HD152253 — хімічно пекулярна зоря спектрального класу A2, що має видиму зоряну величину в смузі V приблизно  9,3.
Вона  розташована на відстані близько 1128,6 світлових років від Сонця.